# 6129 Demokritos
6129 Demokritos este o planetă minoră (asteroid), cu un diametru de 17,096 km, din centura de asteroizi. A fost descoperită pe 4 septembrie 1989 la Observatorul La Silla de Eric Walter Elst și a fost numită după Democrit. 
Obiectul prezintă o orbită caracterizată de o semiaxă mare de 2,7959294 UAi, o excentricitate de 0,17, o înclinație de 6,51978 ° în raport cu ecliptica.